# Lista de aeroportos da Indonésia
A seguir, uma lista de aeroportos da Indonésia:

## A
- Aeroporto Internacional Achmad Yani - Semarang
- Aeroporto Internacional Adisucipto - Yogykarta
- Aeroporto Internacional Adisumarmo - Surakarta

## F
- Aeroporto Fatmawati Soekarno - Bengkulu

## H
- Aeroporto Internacional Halim Perdanakusuma - Jacarta
- Aeroporto Internacional Hang Nadim - Batam
- Aeroporto Internacional Husein Sastranegara - Bandung

## J
- Aeroporto Internacional Juanda - Surabaya

## M
- Aeroporto Internacional Minangkabau - Padang

## P
- Aeroporto Internacional Polonia - Medan

## R
- Aeroporto Radin Inten II - Bandar Lampung

## S
- Aeroporto Internacional de Samarinda - Samarinda
- Aeroporto Internacional Sam Ratulangi - Manado
- Aeroporto Internacional Soekarno-Hatta - Jacarta
- Aeroporto Sultan Mahmud Badaruddin II - Padang
- Aeroporto Internacional Sultan Hasanuddin - Makassar
- Aeroporto Internacional Sultan Syarif Qasim II - Pekanbaru
- Aeroporto Internacional Sultan Thaha - Jambi